# Quitina
A quitina é um polissacarídeo constituído por um polímero de cadeia longa de N-acetilglicosamina. Insolúvel em água e córneo, é o precursor direto da quitosana. Ocorre naturalmente em diversos organismos, sendo o principal componente da parede celular dos fungos e do exoesqueleto dos artrópodes. Está presente também na rádula dos moluscos, no bico dos cefalópodes e na concha dos foraminíferos.
Foi descoberta em cogumelos pelo professor francês Henri Braconnot, em 1811, recebendo então a denominação inicial de fungina. O nome quitina foi dado por Odier, em 1823, quando esta foi isolada de insetos. Somente em 1843, Payen descobriu que a quitina continha nitrogênio em sua estrutura, a qual é semelhante à fibra vegetal denominada celulose. A diferença estrutural entre as duas fibras se deve aos grupos hidroxila localizados na posição 2, que na quitina foram substituídos por grupos acetamino. É a mais abundante fibra de ocorrência natural depois da celulose.
A quitina poderá substituir futuramente os produtos que empregam plásticos, pois os plásticos tem uma meia-vida muito longa (acima de 300 anos), ao contrário da quitina que é biodegradável, além de apresentar a possibilidade de ser empregado na construção civil como material de extrema resistência à pressão. Até ao momento não foi possível a síntese industrial (in vitro) somente a síntese em laboratório (in vivo).
Não deve ser confundida com a queratina, que é uma proteína.